# Луїс Аготе
Луїс Аго́те (ісп. Luis Agote; нар. 28 вересня 1868, Буенос-Айрес — пом. 12 листопада 1954, Буенос-Айрес) — аргентинський лікар і політичний діяч; почесний член Національної академії медицини Аргентини з 1945 року.

## Біографія
Народився 28 вересня 1868 року в Буенос-Айресі. 1892 року закінчив медичний факультет Університету Буенос-Айреса. З 1899 року працював лікарем у госпіталі Росон, де у 1914 році створив Зразковий інститут клінічної медицини. 1915 року очолив кафедру клінічної медицини Університету Буенос-Айреса.
У 1910—1918 роках був членом палати депутатів Національного конгресу Аргентини.

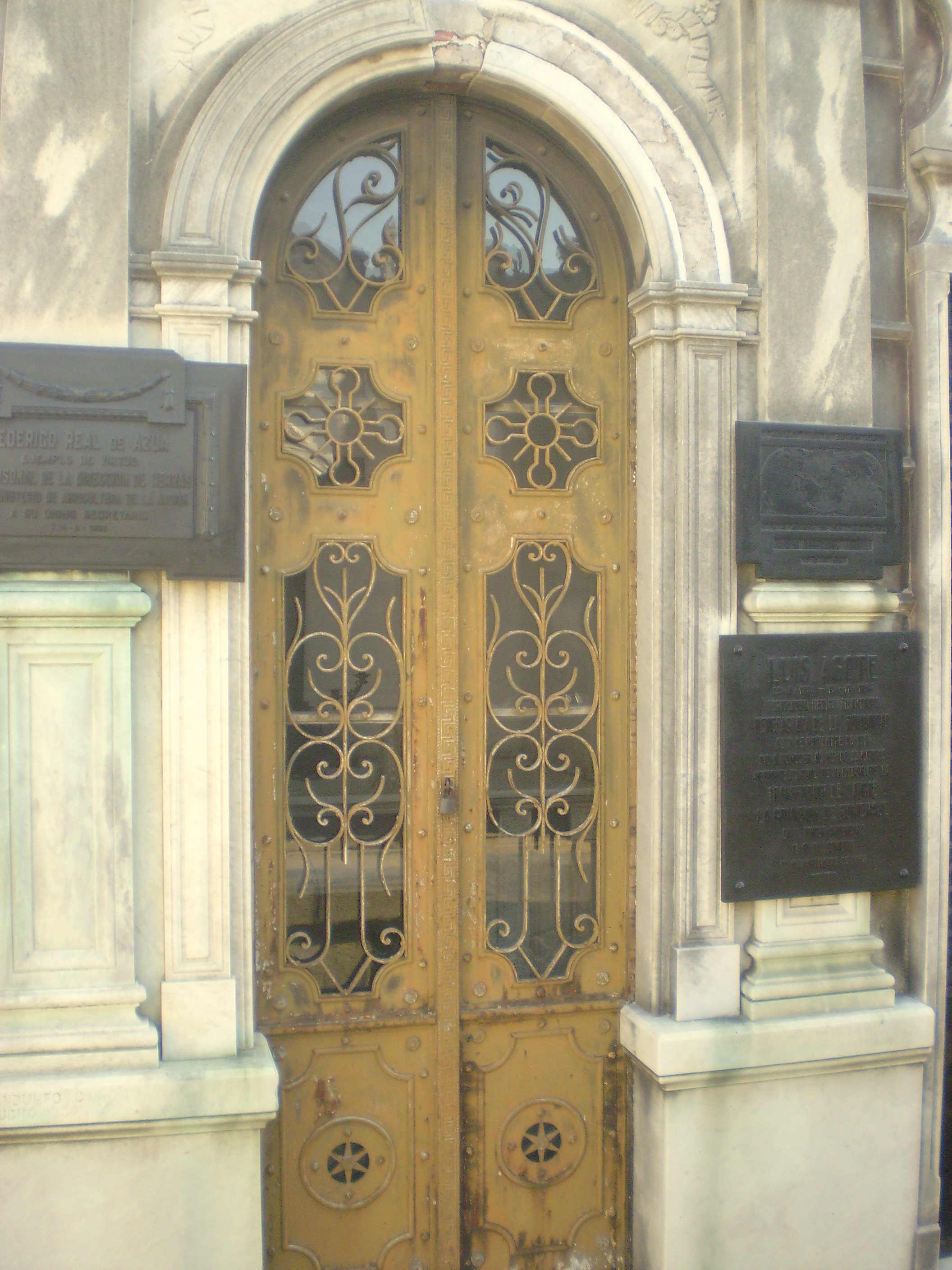
Місце поховання.

Помер в Буенос-Айресі 12 листопада 1954 року. Похований в Буенос-Айресі на цвинтарі Реколета.

## Наукова діяльність
1914 року відкрив антикоагулянтну дію лимоннокислого натрію. Його книга «Новий простий метод переливання крові» (1916) стала однією із перших в Латинській Америці праць в цій галузі.